# USS Attu (CVE-102)
Авіаносець «Атту» (англ. USS Attu (CVE-102)) — ескортний авіаносець США часів Другої світової війни типу «Касабланка».

## Історія створення
Авіаносець «Атту» був закладений 16 березня 1944 року на верфі Kaiser Shipyards у Ванкувері під ім'ям Elbour Вау, але в процесі будівництва перейменований в Атту, на честь однойменного острова в Алеутському архіпелазі, де в травні 1943 року відбулась битва за Атту.
Корабель був спущений на воду 27 травня 1944 року і вступив у стрій 30 червня 1944 року.

## Історія служби
Після вступу в стрій авіаносець здійснював перевезення літаків на тихоокеанський ТВД для потреб тактичної групи TF-38.
5 червня 1945 року авіаносець отримав штормові пошкодження.
Після закінчення війни авіаносець використовувався для повернення американських солдатів та моряків на батьківщину (операція «Magic Carpet»). За час операції корабель проплив більше 38 000 миль і перевіз на батьківщину більше 4 000 чоловік.
3 липня 1946 року «Атту» був виключений зі списків флоту та проданий приватному власнику для переобладнання в торгове судно. Перейменований в Gay (з 1948 року — Flying W). Передбачалось використовувати корабель для доставки озброєнь в ізраїль, але за цим призначенням корабель так і не використовувався. і в 1948—1949 роках був проданий на злам.